# Callitala major
Callitala major är en insektsart som beskrevs av Sjöstedt 1936. Callitala major ingår i släktet Callitala och familjen Morabidae. Inga underarter finns listade i Catalogue of Life.